# 千歲級航空母艦
千歲級航空母艦（日語：千歳型航空母艦）是大日本帝國海軍的航空母艦，於太平洋戰爭中由千歲級水上飛機母艦改造成航空母艦。
大日本帝國海軍部在1943年9月25日起將該級二艦均納入瑞鳳級下以便於管理。

## 概要
做为水上飞机航空母舰，两艘千岁级曾参加了中途岛海战。由於日本海軍於中途島海戰中一次失去4隻航空母艦因而決定將包含千歲型的水上機母艦及潛水母艦改裝成航空母艦，在1942年末千代田、千歳開始進行改裝。其後用了大約1年進行成為航空母艦的改裝，1944年6月於馬里亞納海戰初次上陣，同年10月兩艦於雷伊泰灣海戰戰沒。